# 麥基中學
麥基中學（英語：Magee Secondary School）是一所國民中學，位於加拿大英屬哥倫比亞溫哥華楓葉街6360號。它是位於凱里斯代爾社區的首批國民中學之一。